# An (Gottheit)
An (sumerisch An, deutsch ‚Himmel‘ oder ‚Oben‘; akkadisch Anu und Anum) war der Stadtgott von Uruk und Der. In der Keilschrift ist ein achtstrahliger Stern (𒀭) sein Zeichen, der als Determinativ Dingir/Diĝir allen anderen Götternamen vorangestellt wurde. Mit Ausnahme seiner Vorfahren Apsu (kosmischer „Süßwasserozean“) und Tiamat (weltliches „Salzwassermeer“), Anšar („Oberwelt“) und Kišar („Unterwelt“) war er der Ahnherr aller Götter des sumerischen, akkadischen und babylonischen Pantheons.
Als sich Himmel und Erde voneinander trennten und das Universum in der jetzigen Form entstand, wurde er zum Beherrscher des Himmels. Seine Eigenschaften gingen in viele andere altorientalische Gottheiten ein. Dennoch war An ein farbloser Gott, von dem relativ wenig bekannt ist und der in der Überlieferung hinter seinen bedeutenderen Kindern zurückstand. Wenn An beschrieben wurde, dann meist als mürrischer, unfreundlicher und eher menschenfeindlicher Gott. Anu ist der Schutzgott der Exorzisten, einer seiner Beinamen ist mupaššir nambûrbe idāti itāti limnēti šunāte pardāte la ṭādâte, „Er, der den Exorzistismen Macht verleiht, um mit dem pašāru Ereignisse mit schlechter Vorbedeutung und die Auswirkungen verwirrter und gottloser Träume zu verhindern“ (King BMS 62 + 1. 12).
In älteren sumerischen Texten ist die Erdgöttin Uraš seine Frau. In neueren ist es dann Ki („Erde“) oder seine Tochter Inanna. In der akkadischen Tradition war Anu der Gatte der von Ki abgeleiteten Göttin Antum. Er war unter anderem auch der Vater von Martu, Erra, Baba, Gibil, Nisaba, Enlil, Gatumdu, Lamaštu, des Wettergottes Iškur (regional auch als Adad, Addu und Hadad bekannt) sowie der Siebengottheit. Als Sin, Šamaš und Ištar/Inanna versuchten, sich die Weltherrschaft mit An zu teilen, schickte An sein Kind, die Siebengottheit, gegen Sin aus, welche Sin umzingelte und damit eine Mondfinsternis auslöste. Nur Ea konnte Sin befreien.
Der Kult von Anu trat in babylonischer und assyrischer Zeit in den Hintergrund, er wurde von Marduk und Aššur überschattet. Jedoch soll es in Uruk im 3. Jahrhundert v. Chr. in seleukidischer Zeit zu einer Renaissance des Anu-Antum-Kultes gekommen sein.
Eine bedeutendere Rolle spielte Anu in der Astronomie, wo das Band entlang des Himmelsäquators als Wege des Anu bezeichnet wurde. Die Fixsterne durchmaßen drei Zonen: entweder die Wege des Enlil nördlich, die Wege des Anu im Mittelbereich oder die Wege des Ea (Enki) südlich des Himmelsäquators. Die 70 Tafeln umfassende kanonische Keilschrifttafelserie Enuma Anu Enlil enthält 7000 Omen, die mit Erscheinungen von Mond, Sonne, Planeten und Fixsternen verbunden sind.